# Kamosiella
Kamosiella es un género de escarabajos de la familia Buprestidae.

## Especies
- Kamosiella dermestoides (Thomson, 1878)
- Kamosiella jactuosula (Peringuey, 1908)